# Arbroath Abbey

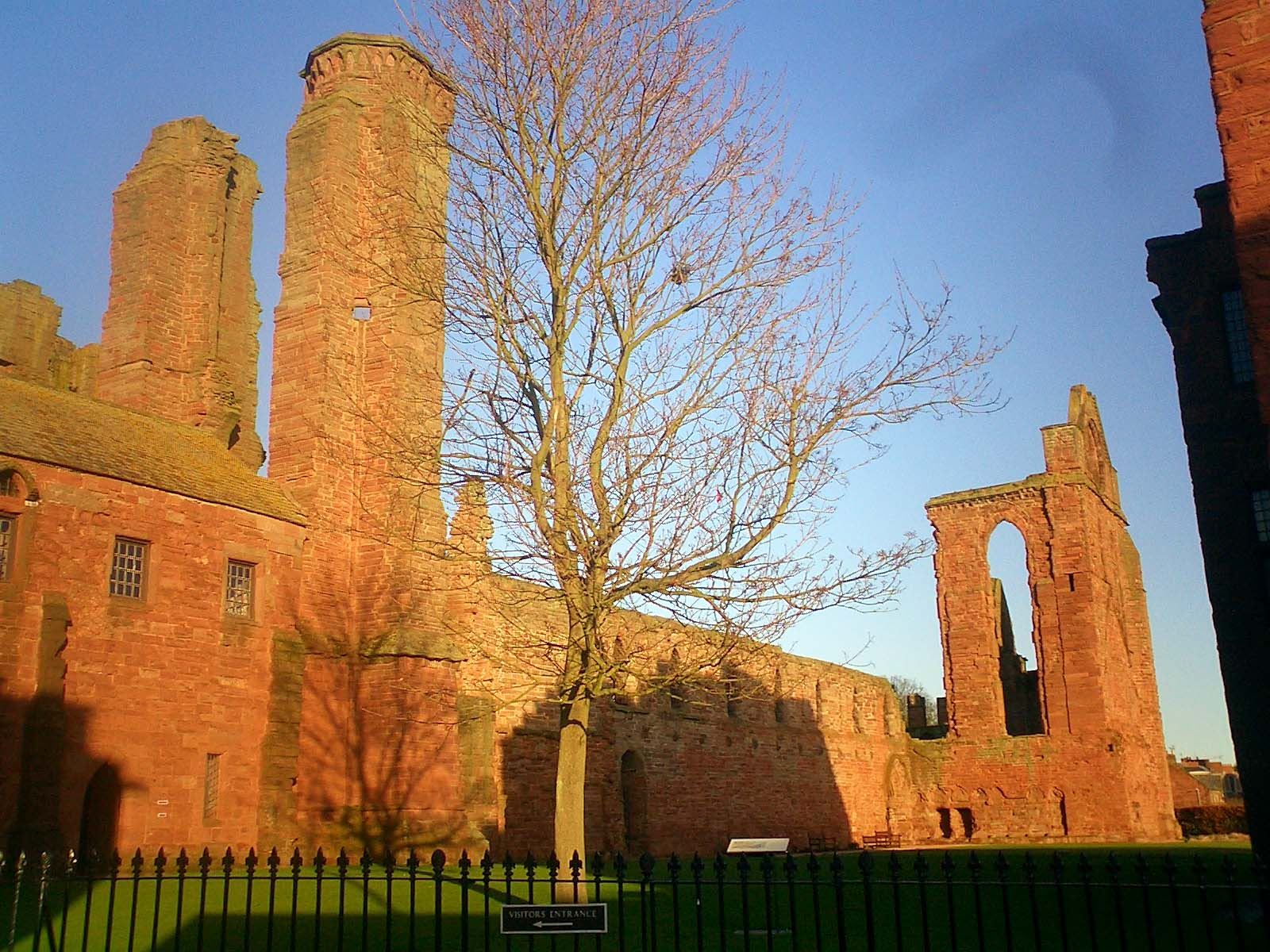
Arbroath Abbey, i tydlig sandstensfärg.

Arbroath Abbey i Angus i Skottland, grundades 1178 av kung Vilhelm I av Skottland åt en grupp benediktinermunkar från Kelso i nuvarande Scottish Borders. Den invigdes 1197 med en dedikation till den avlidne Sankt Thomas Becket, som kungen hade träffat vid det engelska hovet. Detta var Vilhelms enda personligt grundande och han begravdes här 1214.
Den siste abboten var kardinal David Beaton, som 1522 efterträdde sin farbror James då han blev ärkebiskop i St Andrews. Sandstensruinerna, som ligger högst upp på High Street i Arbroath, är nu under myndigheternas ansvar och är öppet för allmänheten.

## Historia
Kung Vilhelm gav klostret självständighet från dess moderkyrka och belönade det rikligt med inkomster från 24 församlingar och landområden i varje kunglig borough. Klostermunkarna tilläts driva marknad och bygga en hamn. Kung Johan av England lät klostret köpa och sälja gods över hela England tullfritt. 
Klostret är främst känt för sin koppling till Declaration of Arbroath, Skottarnas självständighetsdeklaration, som anses ha skrivits ned av Bernard de Linton, som var abbot vid den tiden. Sedan 1947 hålls en minneshögtid för undertecknandet av Declaration of Arbroath i den taklösa klosterruinen. Firandet sköts av en lokal grupp,  Arbroath Abbey Pageant Society, och berättar historien som ledde till fördraget. 
Klostret förföll efter reformationen. Från 1590 och framåt användes dess stenar för att bygga andra byggnader i Arbroath, något som fortsatte fram till 1815 då man började att bevara de kvarvarande ruinerna. 
Juldagen 1950 stals kröningsstenen från Westminster Abbey i London. 1 april 1951 återfanns den försvunna stenen liggande på Arbroath Abbeys altare.

## Modern tid
Sommaren 2001 öppnades ett nytt besökscentrum för allmänheten. Denna vågformade byggnad rymmer flera historiska utställningar och ett utsiktsgalleri från vilket klosterruinerna kan ses. Det vann 2002 Angus Design Award för dess distinkta användning av röd sandsten och naturmaterial, däribland ett mosstäckt tak. 

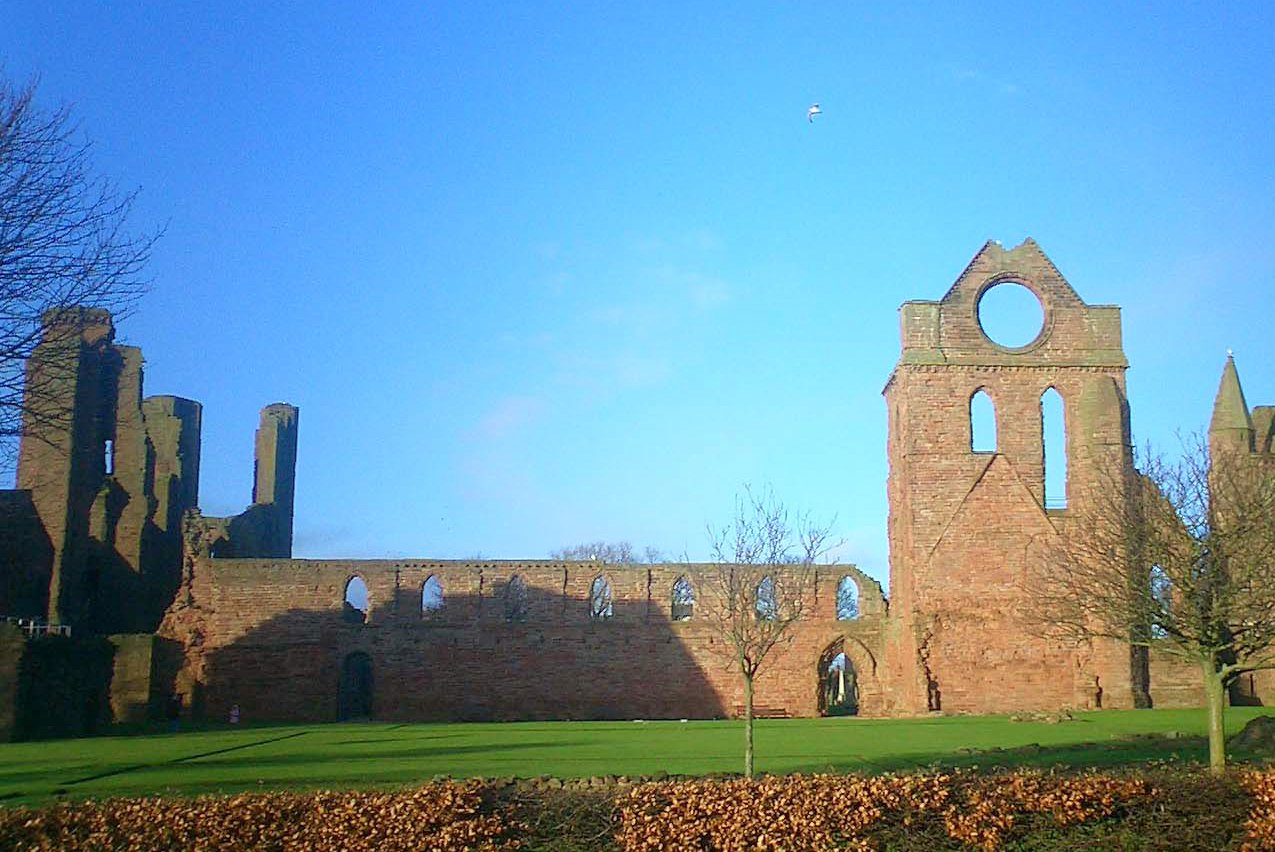
Arbroath Abbey, med det runda "O:et"

Klostrets mittskepp var huvudsakligen av tidigengelsk stil, medan den västra gavel var normandisk. Den korsformade kyrkan var 84 meter lång och 49 meter bred. Idag återstår vapenhuset, den södra tvärskeppet (med sin kända rosenfönster), delar av absiden, mittskeppets södra hall, delar av ingångstornen och den västra ingången. 
Klostret har en distinkt runt O-form högt upp i huvudbyggnaden. Fönstret lystes ursprungligen upp som en fyr för sjöfarare. 